# Sant Romà de Càldegues
Sant Romà de Càldegues és l'església parroquial, romànic del vilatge de Càldegues, que fou comuna independent fins al 1973, any en què fou integrada en la comuna de la Guingueta d'Ix, a la Alta Cerdanya, de la Catalunya del Nord.
Està situada al sud-oest del nucli de població, una mica separada de les cases del poble. Té al costat de migdia el Cementiri Vell, mentre que el nou és lleugerament més al sud.

## Història
Sant Romà és esmentat per primera vegada a l'Acta de Consagració de la Seu d'Urgell, al segle ix (actualment se sap, però, que aquesta acta no és anterior al 1.011). L'edifici actual és del segle xi en general, tret de les dues capelles laterals i la sagristia, que són del xviii.
El 7 de març del 1952 va ser declarat monument històric.

## Arquitectura
L'església té una capçalera característica del primer art romànic, amb un absis decorant amb bandes llombardes (una banda llombarda és una superfície de maçoneria amb arcs cecs en la part superior, i d'unes pilastres cegues simulant el suport dels arcs; cada banda lobarda consta de tres arcs). La façana occidental està remuntada per una espadanya de tres obertures, similar als de Sant Fructuós de Llo, Sant Andreu d'Angostrina o Santa Maria de Bell-lloc.

## Mobiliari
Sant Romà de Càldegues conserva un conjunt de sis retaules barrocs de factures molt diverses, però totes de qualitat: el de l'Altar major, el de sant Antoni, el de sant Francesc Xavier, el del Crist, el de Nostra Senyora del Rosari i el de la Mare de Déu.